# کلیسای رستاخیز مسیح

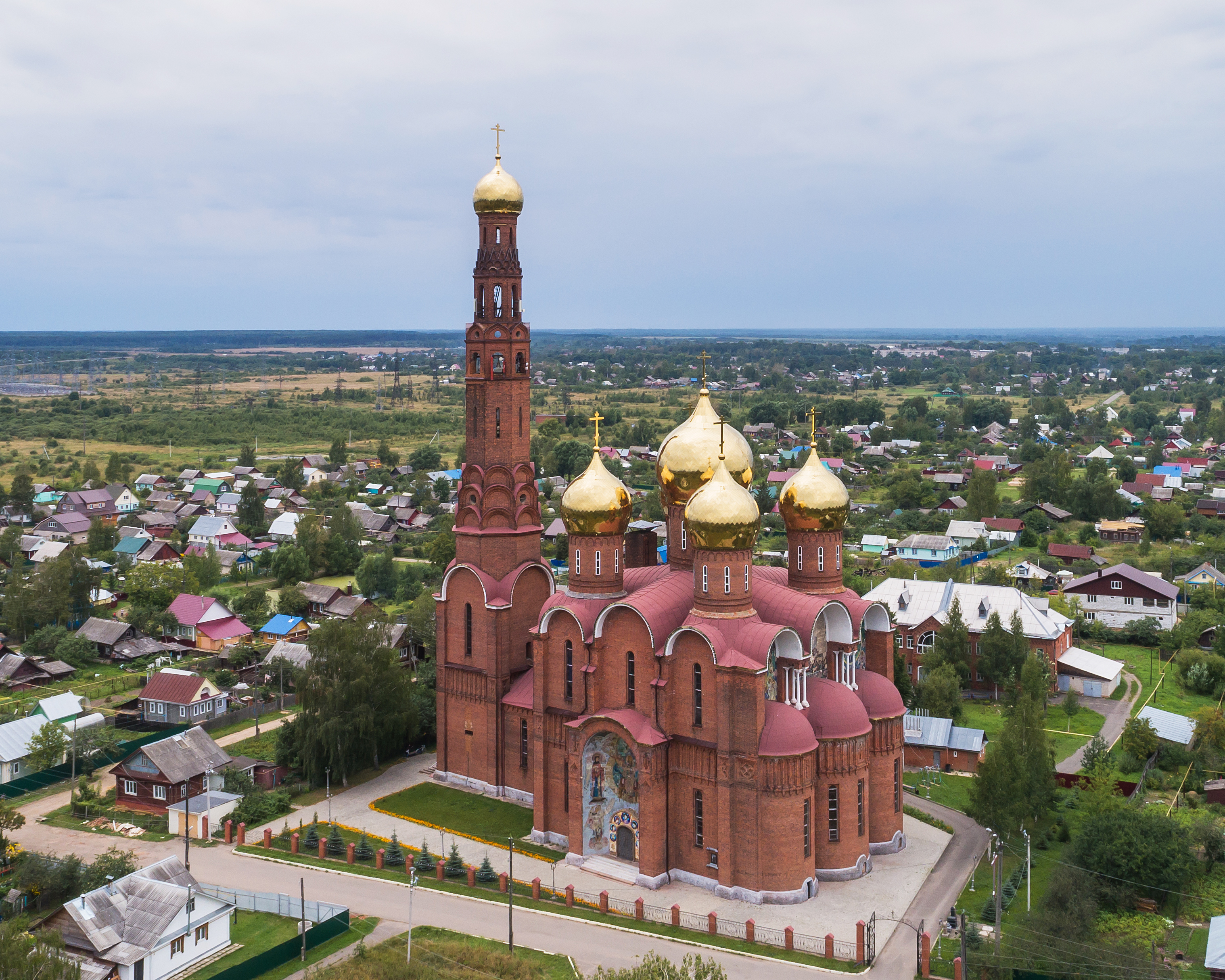
نمایی هوایی از کلیسای سرخ در ویچوگا.

کلیسای رستاخیز مسیح یا کلیسای سرخ نام یک کلیسای ارتدکس شرقی است که در شهر ویچوگا در استان ایوانوف، روسیه واقع شده‌است. این کلیسا توسط ایوان سرگییویچ کوزنیتسوف و در سبک معماری احیاگری روسی ساخته‌شد.
کلیسای رستاخیز مسیح، یکی از بزرگترین کلیساهای ارتدکس شرقی در روسیه مرکزی و یکی از بناهای شاخص معماری سده ۲۰ در سبک نرو روسی است. طراحی منحصر به‌فرد نمای خارجی با پانل‌های مایولیکا جلوه‌ای ویژه به کلیسا بخشیده‌است.

## نگارخانه

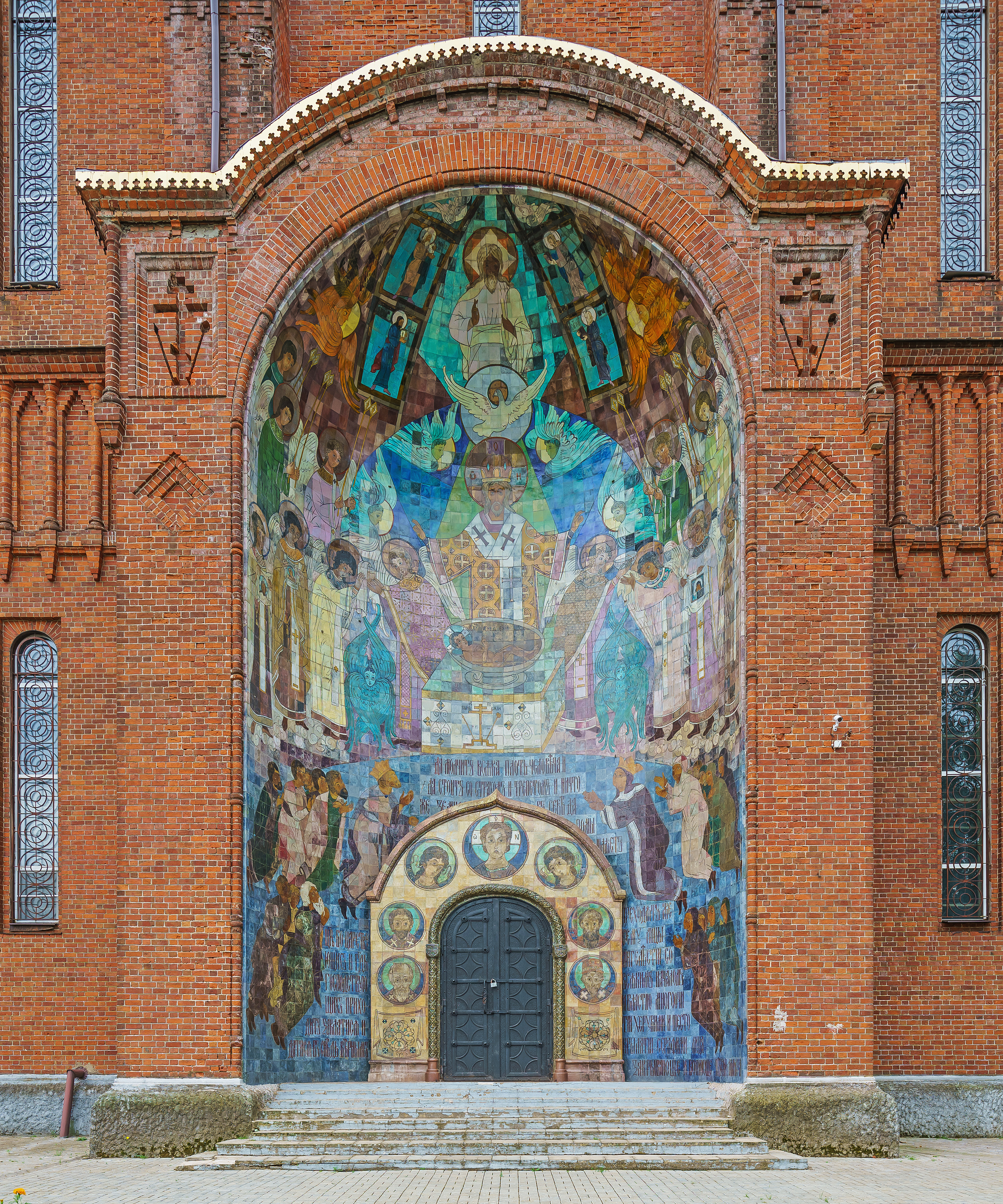
طراحی منحصر به‌فرد نمای خارجی با پانل‌های مایولیکا
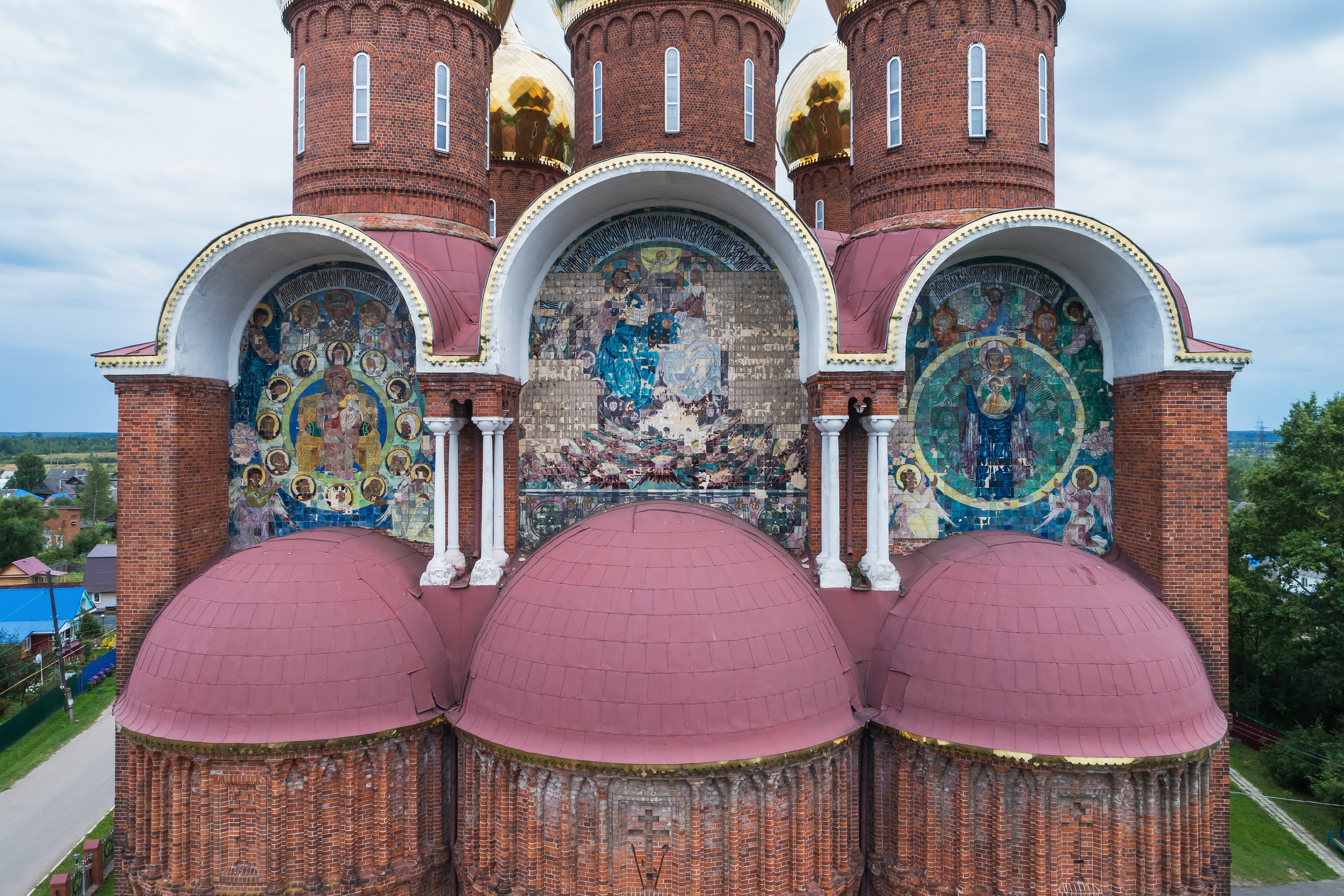
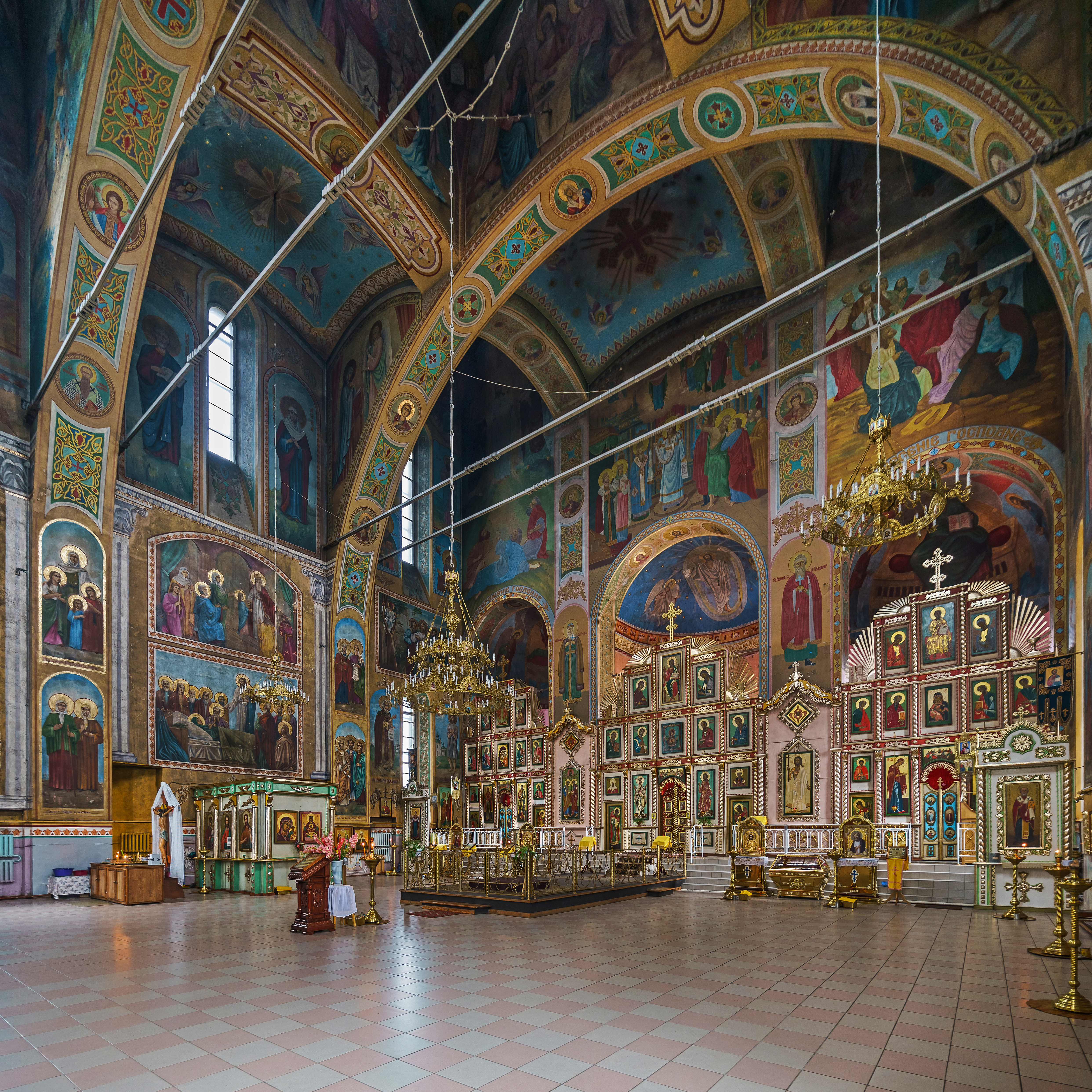
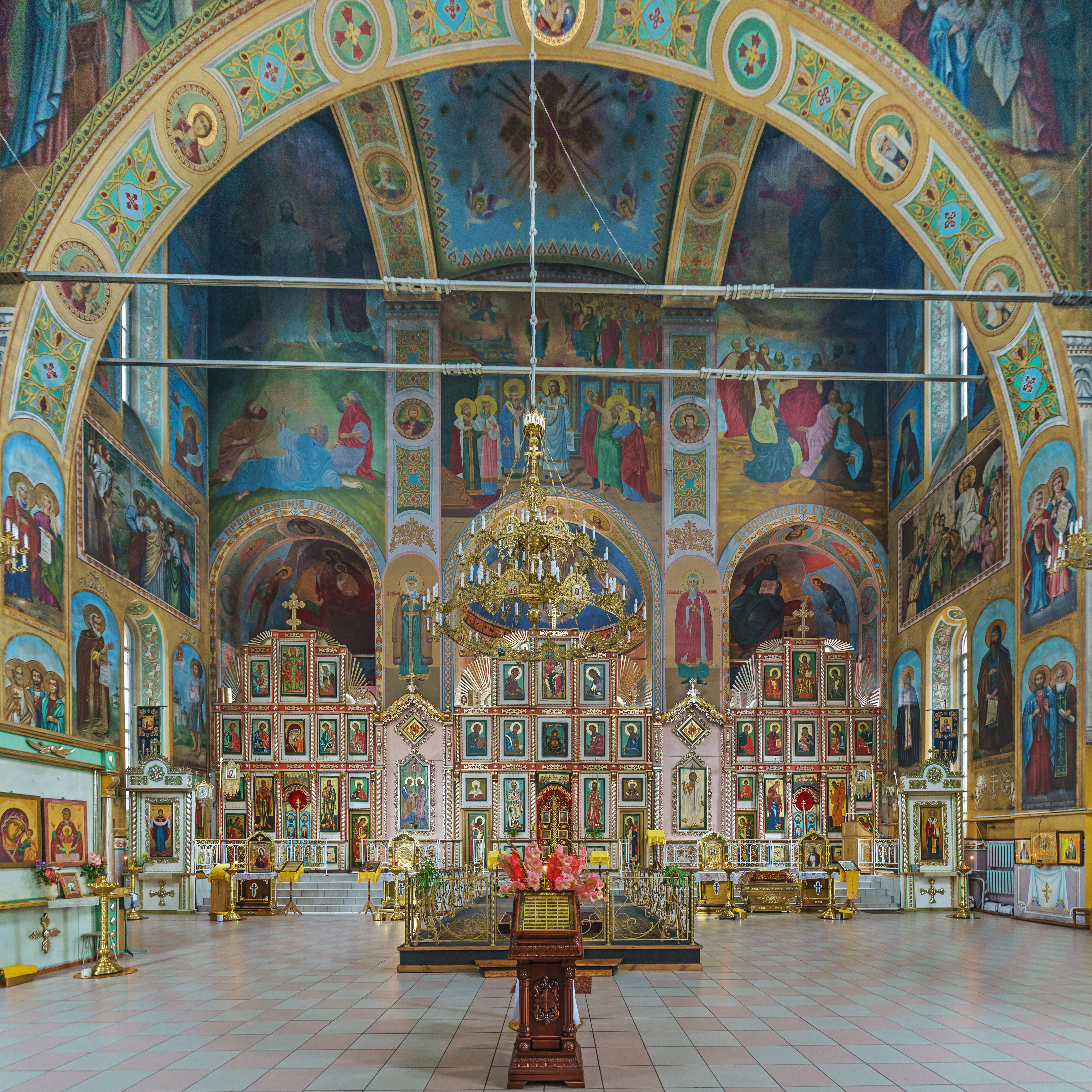
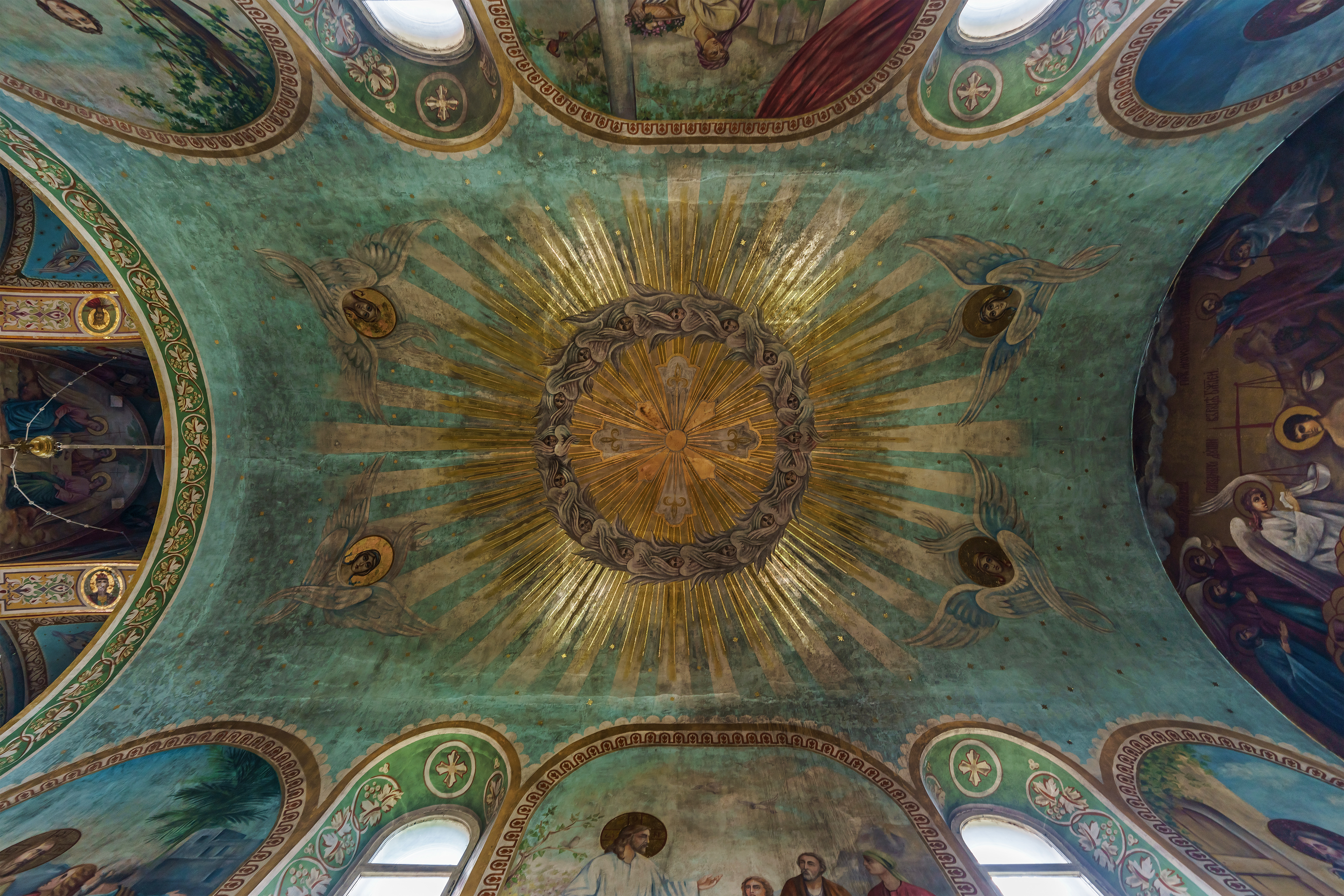
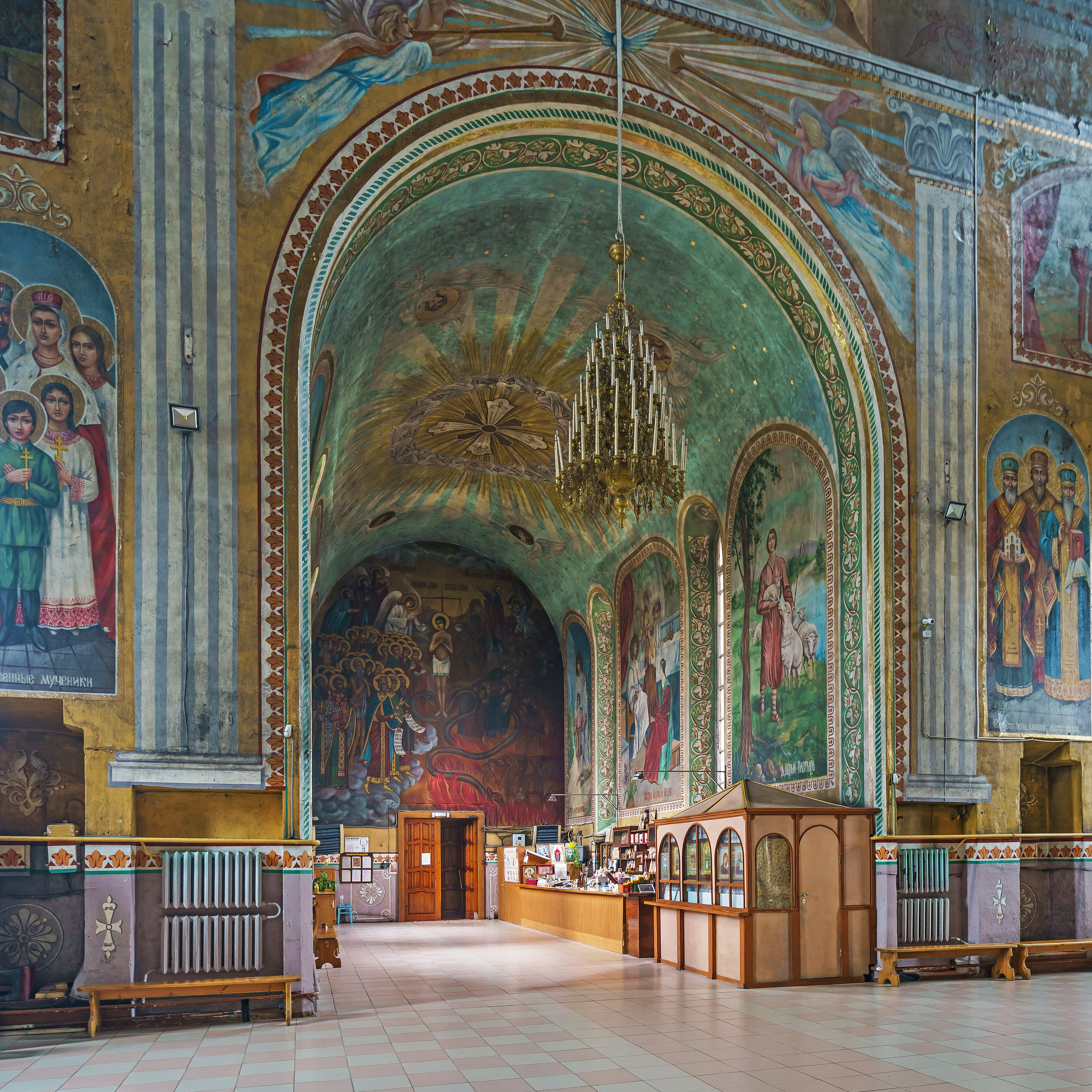